# Obłok Molekularny w Byku

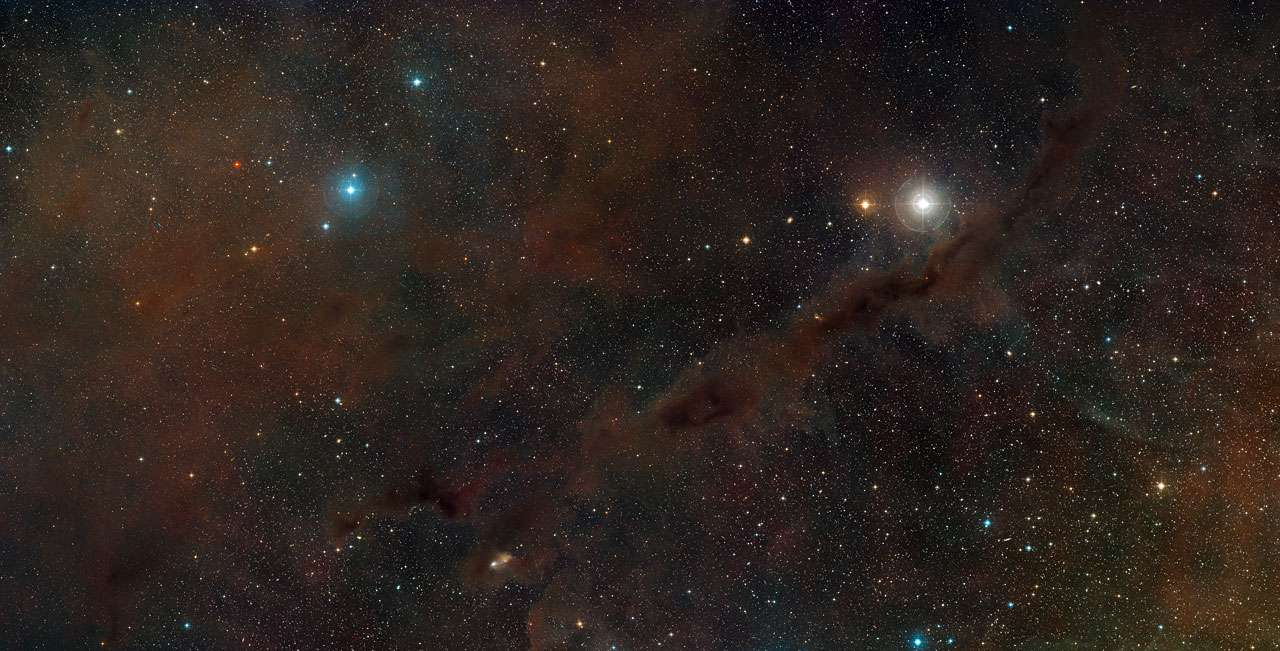
Fragment Obłoku Molekularnego w Byku – z prawej strony zdjęcia widoczne są ciemne mgławice Barnard 211 i Barnard 213, a tuż nad nimi gwiazda fi Tauri

Obłok Molekularny w Byku – obłok molekularny utworzony przez grupę ciemnych mgławic znajdujących się w gwiazdozbiorze Byka. Chmura ta znajduje się w odległości około 450 lat świetlnych od Ziemi, co sprawia, że jest to jeden z najbliższych obszarów formowania gwiazd.
Obłok Molekularny w Byku w zakresie widzialnym jest szczególnie ciemny, ponieważ nie ma w nim masywnych gwiazd zdolnych rozświetlić ciemne mgławice, jak to ma miejsce w innych obszarach formowania się gwiazd, takich jak np. Obłok Molekularny w Orionie. Ponieważ ziarna pyłu są ekstremalnie zimne osiągając temperaturę około -260 °C, same emitują słabą poświatę cieplną, którą można wykryć jedynie na falach o znacznie dłuższych długościach niż pasmo widzialne.